# Makateczka komonicówka
Makateczka komonicówka, żywicówka osowata (Anthidiellum strigatum) – gatunek samotnej pszczoły z rodziny miesierkowatych (Megachilidae). W Europie Środkowej jedyny przedstawiciel rodzaju. Według IUCN klasyfikowana jako gatunek najniższego ryzyka (LC), jednak stan jej populacji nie jest zbyt dobrze poznany. 

## Wygląd[2]
Zarówno samiec, jak i samica mają ubarwienie czarne z żółtymi znaczeniami. Samica zbiera pyłek na szczoteczkę brzuszną na spodzie odwłoka, co jest charakterystyczne dla rodziny miesierkowatych. Włoski szczoteczki mają kolor jasnożółty.  

## Tryb życia
Pszczoła samotna. Samice budują z żywicy drzew iglastych gniazda o butelkowatym kształcie, które przyklejane są do kamieni czy pędów roślin. Komórki gniazdowe są konstruowane oddzielnie, mogą być umieszczane jedna obok drugiej w małych grupach albo pojedynczo. Makateczka komonicówka zbiera pokarm z wielu różnych gatunków roślin, ale preferuje komonicę. 
Pasożytem gniazdowym makateczki komonicówki jest szmeronia makatkówka (Stelis signata). 